# Seřaďovací nádraží

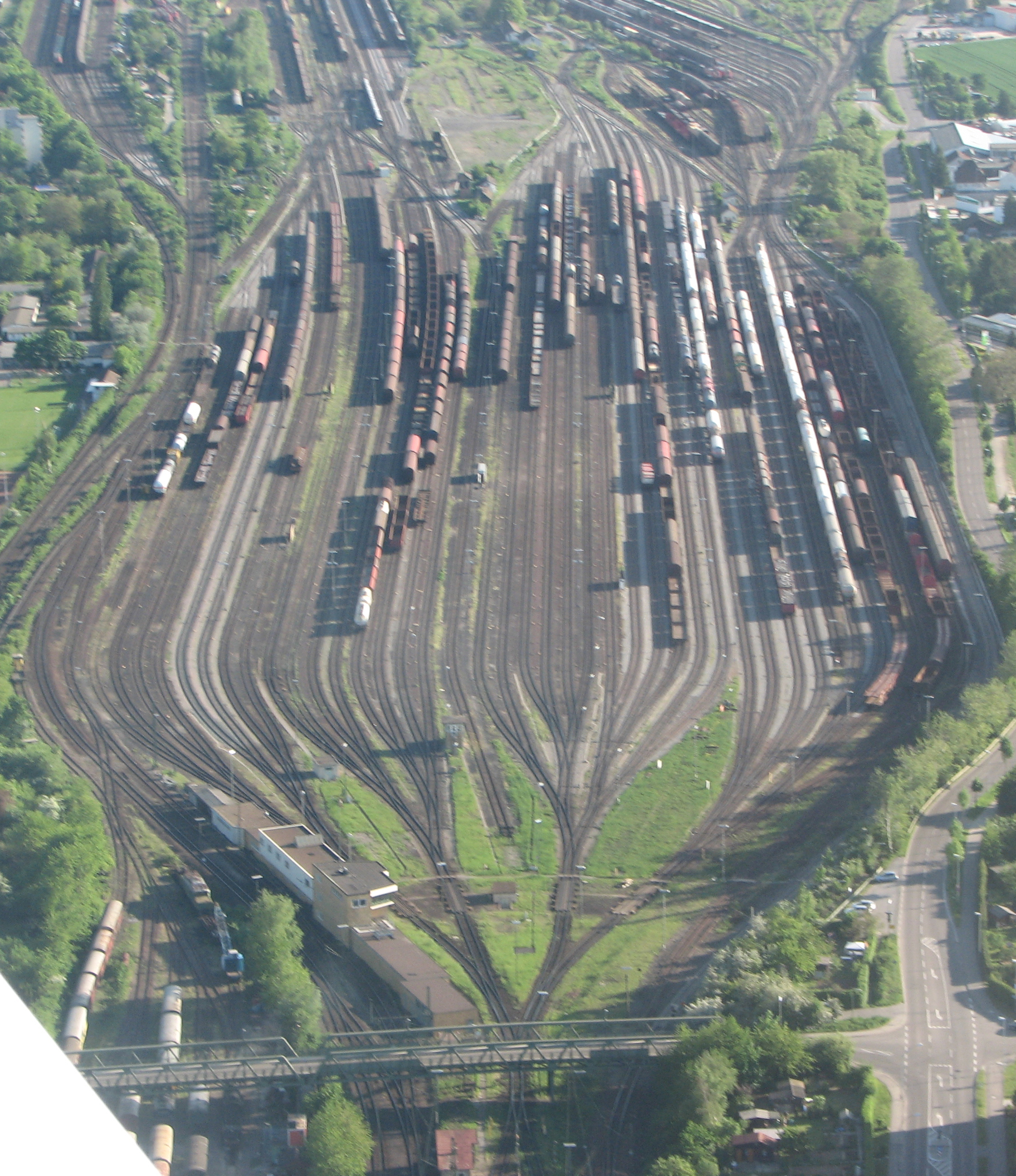
Směrová skupina seřaďovacího nádraží Kornwestheim

Seřaďovací nádraží, slangově nazývané také ranžír (z německého výrazu Rangierbahnhof), je na železnici takové nádraží, které slouží k přechodu jednotlivých vozů nebo skupin vozů mezi jednotlivými nákladními vlaky. Jedná se přitom o nádraží, které je stavebně a technologicky uzpůsobeno pro provedení velkého množství těchto operací.

## Typické stavební uspořádání
Obvykle se seřaďovací nádraží skládá ze tří kolejových skupin: vjezdové, směrové a odjezdové, mezi vjezdovou a směrovou skupinou se nachází svážný pahrbek nebo spádoviště. Nejčastější uspořádání skupin je sériové, tj. že jednotlivé skupiny navazují na sebe v jednom směru, další způsob je paralelní (skupiny jsou vedle sebe a pro jízdu z jedné skupiny do druhé je nutná úvrať), případně jsou kombinovány oba způsoby.

### Vjezdová skupina
Vjezdová skupina nebo též vjezdové nádraží je kolejiště, kde končí svou jízdu vlaky vstupující do seřaďovacího nádraží. Vjezdové koleje ze všech směrů jsou zpravidla uspořádány tak, aby všechny vlaky vjížděly do skupiny jedním zhlavím. Po odstoupení lokomotivy ze soupravy se provádějí technologické úkony předcházející rozposunování vlaku (např. koncová technická prohlídka, soupis vlaku, rozvěšení jednotlivých vozů podle údajů na tříděnce (písemný či elektronický dokument určující, které vozy mají jet na kterou kolej směrové skupiny). Poté na konec soupravy najede posunovací lokomotiva, která soupravu sune na svážný pahrbek.

### Svážný pahrbek

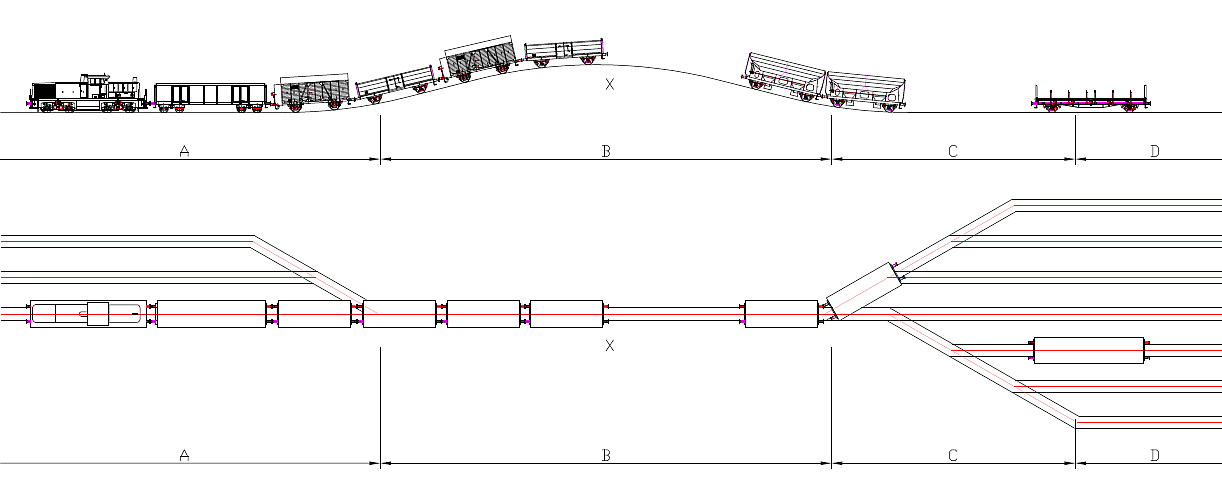
Schéma průchodu rozřazované soupravy přes svážný pahrbek:
A) zhlaví vjezdové skupiny
B) svážný pahrbek
C) zhlaví směrové skupiny
D) směrové koleje

Při pomalém sunutí soupravy na svážný pahrbek se jednotlivé vozy nebo skupiny vozů (tzv. odvěsy) po překonání vrcholu pahrbku dávají do samovolného pohybu ve směru spádu (tj. směrem do směrové skupiny). Podle tříděnky jsou výpravčím na stavědle případně automatickým zařízením přestavovány jednotlivé výhybky tak, aby daný odvěs dojel na správnou kolej. Rychlost jízdy každého odvěsu je pak regulována na svážném pahrbku i pod ním kolejovými brzdami.

### Směrová skupina

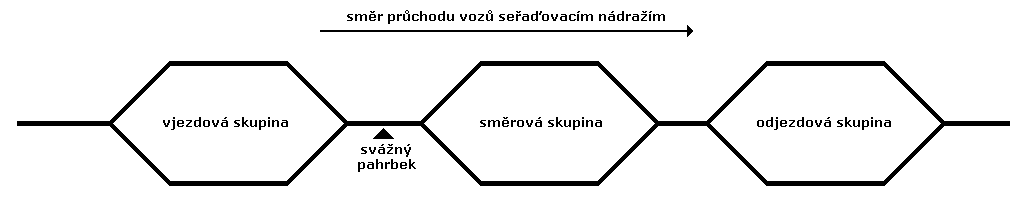
Schéma sériového uspořádání seřaďovacího nádraží

Ve směrové skupině se nacházejí tzv. směrové (někdy nazývané též relační) koleje, z nichž každá je určená pro shromažďování vozů pro určitý směr nebo vlak. V případě nedostatečného počtu směrových kolejí mohou být na jedné koleji shromažďovány vozy i pro více směrů (vlaků) s tím, že budou dodatečně rozposunovány. Ve směrové skupině se nacházejí cílové brzdy, které sníží rychlost jedoucích odvěsů natolik, aby dojely až na konec koleje nebo na vozy, které již na koleji stojí, a rychlost nárazu do stojících vozů byla v bezpečné úrovni (tj. taková aby nedošlo k poškození vozů nebo nákladu nebo dokonce k vykolejení vozu).
Po dojezdu posledního potřebného vozu najede na danou kolej posunovací lokomotiva, která vozy stlačí tak, aby je bylo možné svěsit (nemají-li automatická spřáhla). V případě, že je daná kolej vybavena zařízením, které zajistí, aby všechny vozy po dojetí byly najety na sebe (tj. bez mezer mezi nárazníky nebo spřáhly), není stlačování nutné. Posunovací lokomotiva se pak k soupravě přivěsí a celou soupravu přestaví do odjezdové skupiny.

### Odjezdová skupina
Svěšené soupravy jsou v odjezdové skupině připravovány k odjezdu vlaku. Je provedena výchozí technická prohlídka, úplná zkouška brzdy, připravena dokumentace k vlaku. Podobně jako v případě vjezdové skupiny bývají i do této skupiny odjezdové traťové koleje napojeny tak, aby všechny vlaky odjížděly stejným odjezdovým zhlavím.

## Další typy seřaďovacích nádraží

### Gravitační seřaďovací nádraží
Takovéto nádraží je celé postaveno v mírném spádu, takže vozy jedou samospádem ve směru rozřazování a není třeba používat lokomotivu.

## Seřaďovací nádraží ve světě
Největší seřaďovací nádraží na světě je Bailey Yard v Nebrasce, patřící společnosti Union Pacific Railroad. Největším seřaďovacím nádražím v Evropě je Maschen Rangierbahnhof (celkem 96 směrových kolejí) poblíž Hamburku. V Rusku je největší „ranžír“ v Jekatěrinburgu, ještě větší má Jasynuvata v ukrajinském Donbasu (73 kolejí).

### Česko
Seznam seřaďovacích stanic na síti SŽDC a jejich základních parametrů (seřazeno podle výkonnosti) v roce 2018:
| nádraží                  | počet směrových kolejí | výkonnost (počet rozposunovaných vozů / den) |
| ------------------------ | ---------------------- | -------------------------------------------- |
| Ostrava levé + pravé     | 39                     | 2849                                         |
| Nymburk seř. n.          | 29                     | 2186                                         |
| Česká Třebová            | 33                     | 1463                                         |
| Most nové nádraží        | 33                     | 1374                                         |
| České Budějovice         | 22                     | 1194                                         |
| Ostrava-Kunčice          | 13                     | 1127                                         |
| Břeclav přednádraží      | 13                     | 1072                                         |
| Praha-Libeň              | 11                     | 1033                                         |
| Český Těšín              | 8                      | 1004                                         |
| Brno-Maloměřice          | 23                     | 987                                          |
| Olomouc přednádraží      | 15                     | 876                                          |
| Plzeň hl. n.             | 21                     | 830                                          |
| Přerov pravé přednádraží | 22                     | 822                                          |
| Valašské Meziříčí        | 11                     | 808                                          |
| Třinec                   | 6                      | 675                                          |
| Havlíčkův Brod           | 13                     | 660                                          |
| Hradec Králové hl. n.    | 11                     | 639                                          |
| Pardubice hl. n.         | 10                     | 638                                          |
| Kralupy nad Vltavou      | 11                     | 590                                          |
| Děčín hl. n.             | 10                     | 558                                          |
| Beroun                   | 12                     | 538                                          |
| Kolín                    | 11                     | 525                                          |
| Tábor                    | 12                     | 450                                          |
| Bohumín-Vrbice           | 7                      | 450                                          |
| Cheb                     | 14                     | 404                                          |

Významné seřaďovací nádraží bylo do 90. let 20. století v Praze-Vršovicích. Jednalo se o gravitační seřaďovací nádraží, které bylo v provozu od 18. června 1919.